# Эль-Молино
Эль-Молино (исп. El Molino) — небольшой город и муниципалитет на северо-востоке Колумбии, на территории департамента Гуахира.

## История
Эль-Молино был основан испанцами в период между 1609 и 1611 годами, по приказу тогдашнего губернатора Санта-Марты дона Диего Фернандеса де Арготе-и-Кордова.

## Географическое положение

Муниципалитет Эль-Молино

Город расположен в юго-восточной части Гуахиры, на левом берегу одноимённой реки (приток реки Сесар), на расстоянии приблизительно 96 километров к югу от Риоачи, административного центра департамента. Абсолютная высота — 315 метров над уровнем моря.

Площадь муниципалитета составляет 174 км².

## Население
По данным Национального административного департамента статистики Колумбии, совокупная численность населения города и муниципалитета в 2012 году составляла 8357 человек.
Динамика численности населения города по годам:
| 2005 | 2006 | 2007 | 2008 | 2009 | 2010 | 2011 | 2012 |
| ---- | ---- | ---- | ---- | ---- | ---- | ---- | ---- |
| 7315 | 7480 | 7641 | 7781 | 7938 | 8079 | 8222 | 8357 |

Согласно данным переписи 2005 года мужчины составляли 52,1 % от населения города, женщины — соответственно 47,9 %. В расовом отношении белые и метисы составляли 65,4 % от населения города; индейцы — 18,7 %; негры и мулаты — 15,9 %.
Уровень грамотности среди населения старше 15 лет составлял 78,1 %.

## Экономика
Основу экономики Эль-Молино составляет сельскохозяйственное производство. На территории муниципалитета выращивают кукурузу, бананы, маниок, томаты, сорго, зернобобовые культуры, кофе, малангу, хлопок, маракуйю и другие культуры.

60,6 % от общего числа городских и муниципальных предприятий составляют предприятия торговой сферы, 25,3 % — предприятия сферы обслуживания, 4 % — промышленные предприятия, 10,1 % — предприятия иных отраслей экономики.